# Bertha van Holland
Bertha van Holland (rond 1058 — Montreuil-sur-Mer, 15 oktober 1094), dochter van Geertruida van Saksen en haar eerste echtgenoot graaf Floris I van Holland was koningin van Frankrijk. Haar ouders kwamen uit aanzienlijke en machtige families. Haar moeder was de dochter van de hertog van Saksen uit het geslacht Billungen. Haar vader was graaf van Holland en zijn heerschappij strekte zich uit "ten westen van het Vlie en rond de oevers van de Rijn". In dit vaag omschreven gebied zal Bertha haar jeugd hebben doorgebracht.
Door het tweede huwelijk van haar moeder met Robrecht, jongste zoon van graaf Boudewijn V van Vlaanderen, die door dat huwelijk als bijnaam 'de Fries' kreeg, werd deze haar stiefvader en tevens haar voogd. Hij had nu de zeggenschap over Bertha.
Na overlijden van Robrechts broer, Boudewijn VI, die graaf van Vlaanderen en Henegouwen was geweest, greep Robrecht zijn kans op de erfopvolging en begon een veldslag waar hij de wettige opvolger Arnulf III versloeg. Hiermee schoffeerde hij de Franse vorst Filips I, die Arnulf in dit conflict had gesteund. Robrecht had zich door de oorlog weliswaar het graafschap van Vlaanderen toegeëigend, maar moest zich verzoenen met Filips om erkenning als graaf te krijgen. Een goede manier was het sluiten van een huwelijk, Bertha kwam daarvoor in aanmerking. Algemeen wordt aangenomen dat het huwelijk deel uitmaakte van de vredesregeling tussen Robrecht en Filips. In 1072 werd Bertha Filips’ vrouw en daarmee koningin van Frankrijk.
Filips had de heerschappij over een reeks gebieden tussen Parijs en Orléans, aan zijn hof bracht Bertha vervolgens 20 jaar door. Over het leven van Bertha als koningin is weinig bekend. Uit een verhaal over haar kortdaad optreden in een abdij, waar Filips een abt aangesteld wilde hebben die naar zijn pijpen danste, is af te leiden dat ze in de binnenlandse politiek een niet onaanzienlijke rol kan hebben gespeeld.  
In 1092 werd ze door Filips verstoten die om machtspolitieke redenen zijn zinnen had gezet op Bertrada van Montfort. Zijn huwelijk met Bertha had de familie maar één zoon opgeleverd, een zwakke basis voor het voortbestaan van de monarchie. Het verstoten van echtgenotes ter wille van een andere vrouw die voor nageslacht kon zorgen of  vergroting van het machtsgebied, was heel gebruikelijk.
Bertha vestigde zich in 1092 in het graafschap Ponthieu, in het kasteel Montreuil-sur-Mer, dat ze bij haar huwelijk van Filips als bruidsgift gekregen had. Kort daarna, in 1094, is ze daar gestorven en begraven.
Ze is overleden in een klooster in Noord-Frankrijk.
Bertha was de moeder van:
- Constance (1078 - 14 september 1126)
- Lodewijk VI (1 december 1081 - 1 augustus 1137), troonopvolger
- Hendrik (1083, jong gestorven)

Haar zoon Lodewijk volgde zijn vader op als koning van Frankrijk.

## Huwelijkspolitiek
Haar huwelijk met de Franse koning had politieke redenen. Haar stiefvader, Robrecht I, had na de dood van zijn broer zich wederrechtelijk en met wapengeweld de grafelijke titel toegeëigend. In die strijd had de Franse koning de wettelijke troonopvolger gesteund. Het huwelijk was waarschijnlijk onderdeel van de vredesregeling tussen Robrecht I en Filips I.